# Agave datylio
Agave datylio ist eine Pflanzenart aus der Gattung der Agaven (Agave). Ein englischer Trivialname ist „Datilillo“.

## Beschreibung
Agave datylio wächst einzeln und formt Rosetten. Einzelne Rosetten erreichen Wuchshöhen von 61 bis 100 cm und einen Durchmesser von 100 bis 150 cm. Die Agave bildet manchmal verlängerte Rhizome. Ihre variablen, steifen, linealisch bis lanzettförmigen, rinnigen, grünen bis gelbgefärbten Blätter sind 50 bis 80 cm lang und 3 bis 4 cm breit. Die Blattränder sind gezahnt. Der dunkelbraune bis graue Enddorn ist 2,5 bis 4 cm lang.
Der rispige, schmale Blütenstand wird 3 bis 5 m hoch. Die grünen, bis gelbgefärbten Blüten sind 40 bis 55 mm lang und erscheinen im oberen Bereich des Blütenstandes und reichen bis zur Spitze, an unregelmäßig angeordneten, kleinen Verzweigungen. Die trichterige Blütenröhre ist 5 bis 10 mm lang.
Die länglichen dreikammerigen Kapselfrüchte sind 35 bis 40 mm lang und 15 bis 20 mm breit. Die schwarzen Samen sind bis 7 mm lang und bis 6 mm breit.
Die Blütezeit reicht vom September bis Dezember.

## Systematik und Verbreitung
Agave datylio ist im mexikanischen Bundesstaat Baja California Sur weit verbreitet und kommt vor allem in Sand- und Granitböden in der Kapregion vor. Sie ist vergesellschaftet mit Kakteen- und Sukkulentenarten.
Die Erstbeschreibung durch Frédéric Albert Constantin Weber ist 1902 veröffentlicht worden.
Es werden die folgenden Unterarten unterschieden:
- Agave datylio var. datylio
- Agave datylio var. vexans (Trel.) I.M.Johnst.

Agave datylio ist ein Vertreter der Gruppe Rigidae. Sie gehört zur weit verbreiteten Schwert-Blätter Gruppe. Die Art Agave aktites, welche auf der gegenüberliegenden Seite des Golfs von Kalifornien gefunden wird, ist das geographisch am nächsten gelegene Mitglied der Gruppe, das jedoch in der Form, Blatt- und Blütenstruktur abweicht. Agave datylio wird im Desert Botanical Garden in Phoenix kultiviert.